# Distrito de Mangochi
El distrito de Mangochi es uno de los veintisiete distritos de Malaui y uno de los doce de la Región del Sur. Cubre un área de 6273 km² y alberga una población de 1 148 611 personas. La capital es Mangochi.
- Datos: Q722505
- Multimedia: Mangochi District / Q722505